# Kohlwurst

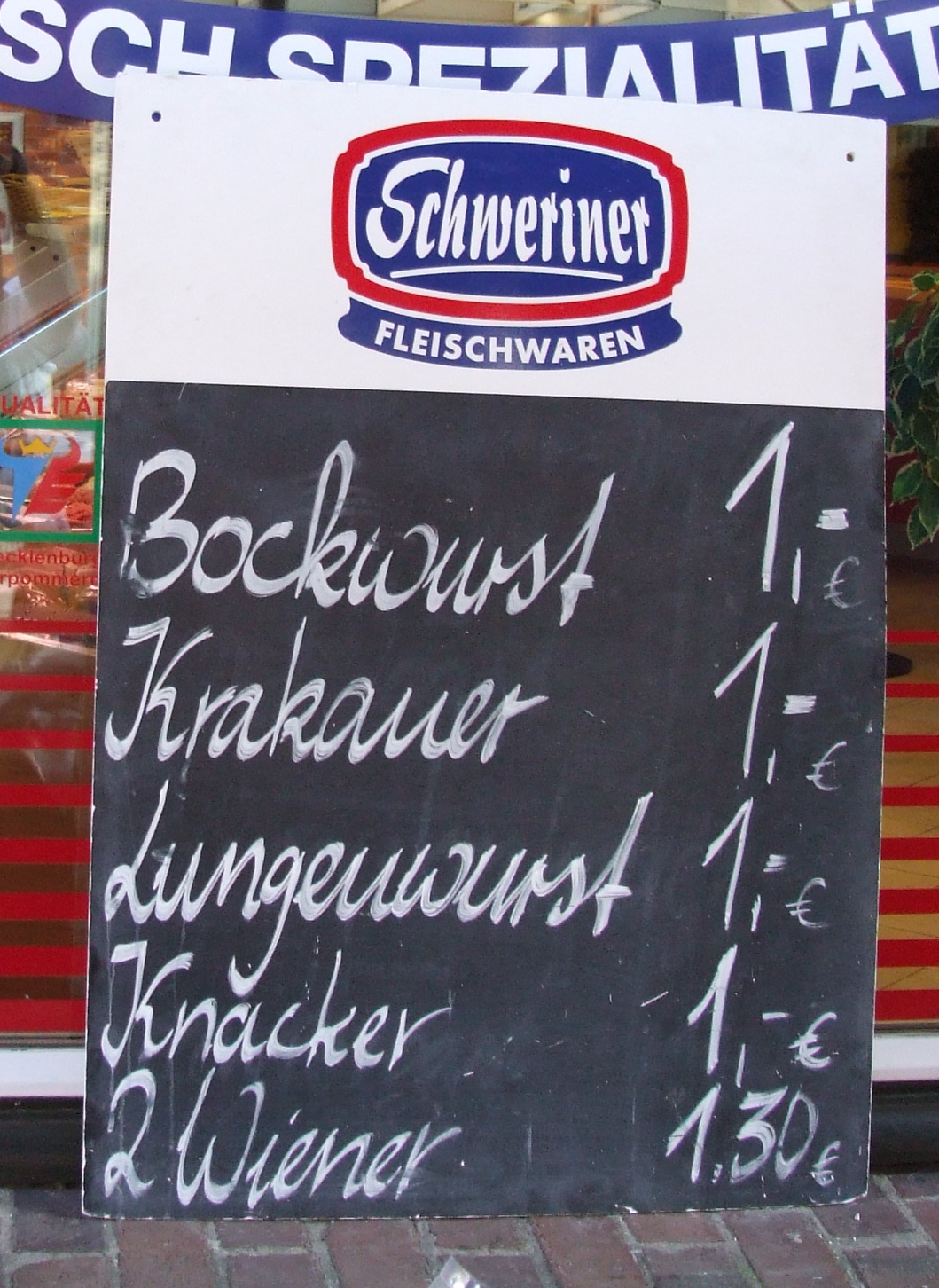
Lungenwurst im Angebot eines Fleischers in Schwerin

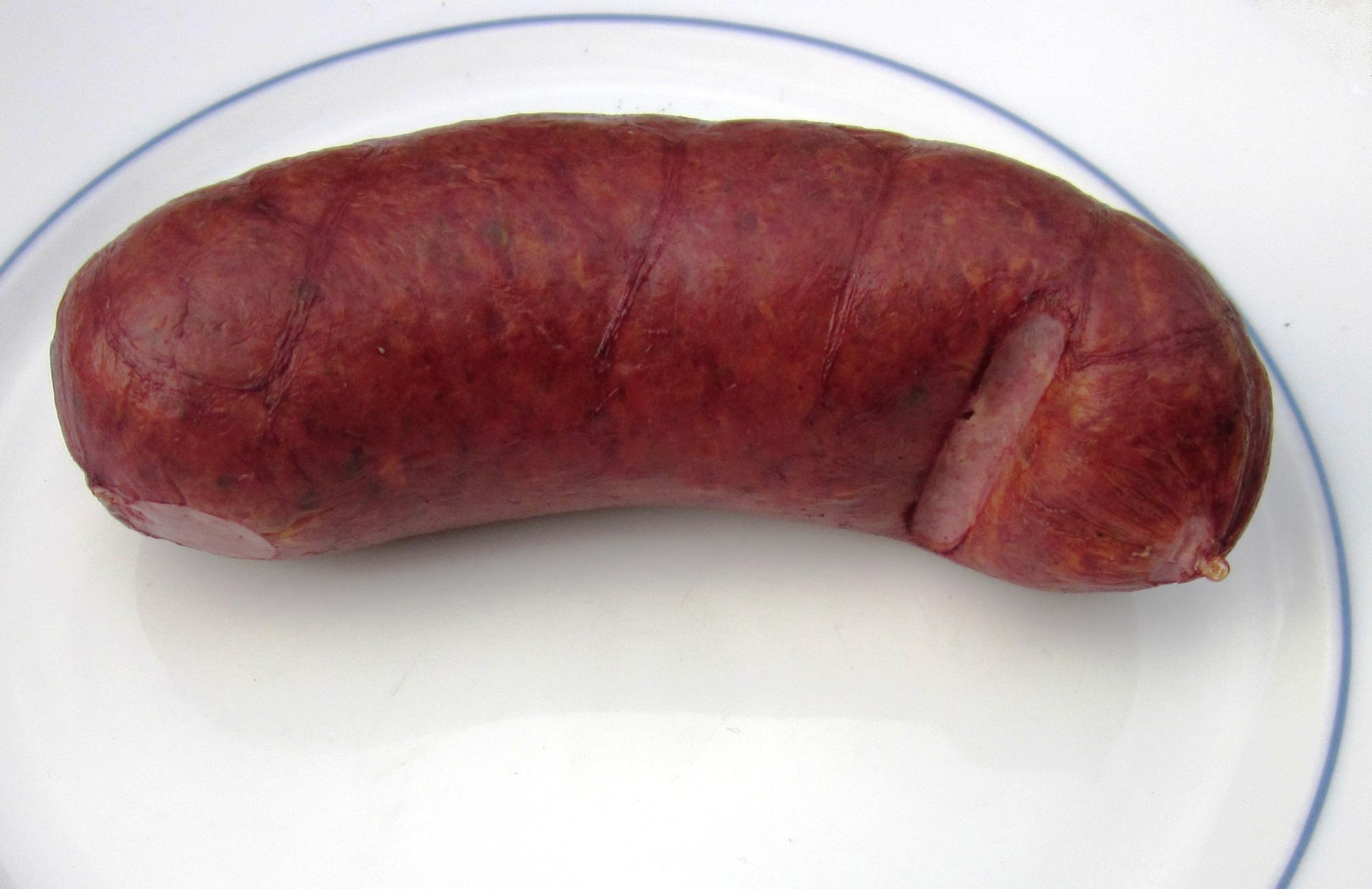
Lungenwurst aus Mecklenburg

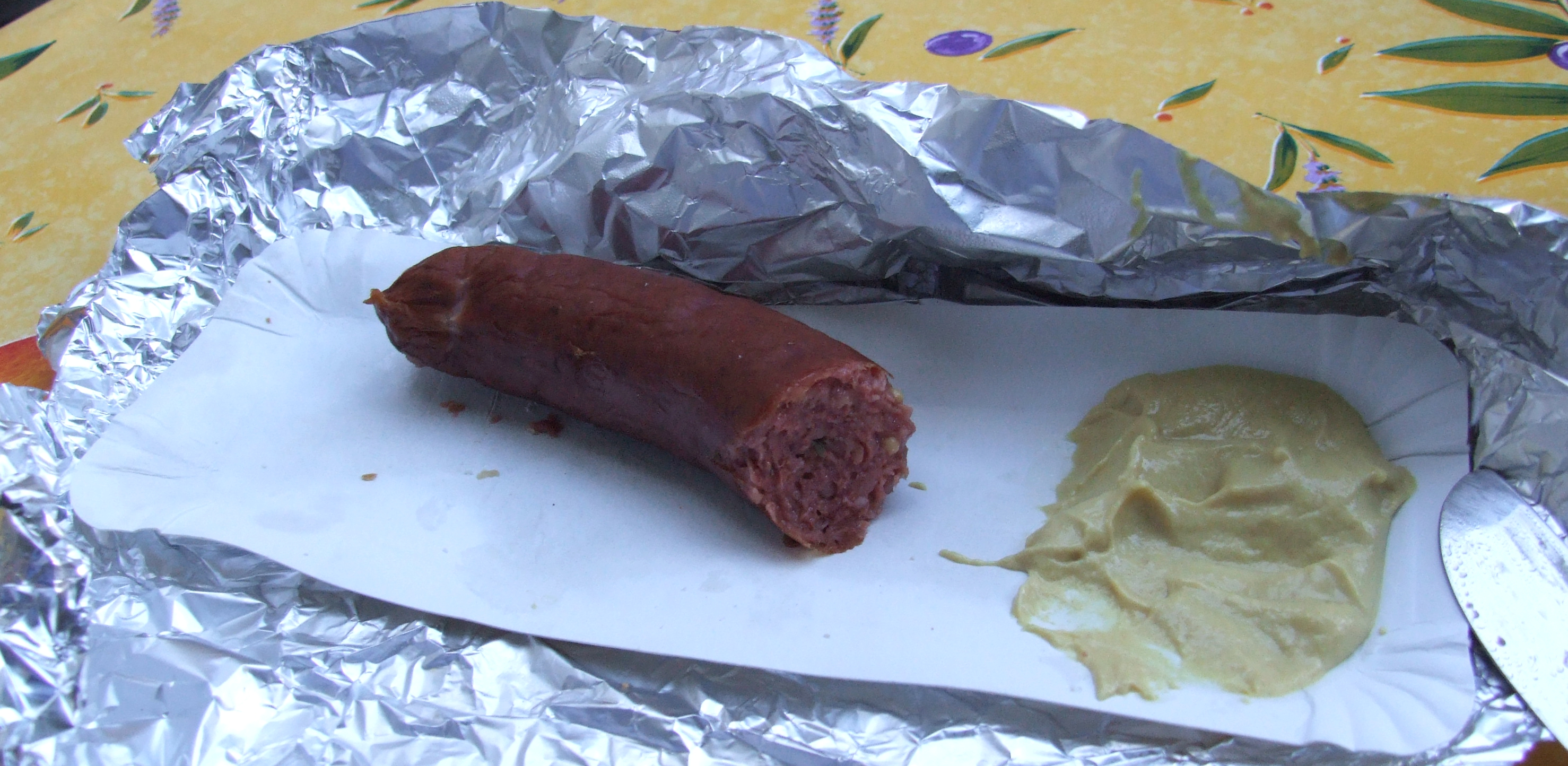
Lungenwurst aus Schwerin

Kohlwurst, Lungenwurst oder Lungwurst ist eine einfache, kräftig geräucherte Rohwurst aus Schweinefleisch, Schweinelunge, und Speck, die meist gekocht zu Kohlgerichten wie z. B. Knieperkohl gegessen wird. Sie ist vor allem in der nordostdeutschen, nordwestdeutschen und schlesischen Küche bekannt. In Dänemark, im dänischen Teil Schleswigs (Sønderjylland), ist Kohlwurst ebenfalls verbreitet. Dort heißt sie Kål-pølse (Kohlwurst) und wird bei Silvesterfeiern und in den kalten Jahreszeiten gegessen.
Zur Herstellung von Kohlwurst werden zuerst Schweinefleisch, Schweinelunge und Speck gewolft und vermischt. Je nach Rezept wird die Masse mit Zwiebeln, Salz, Pfeffer, Majoran, Thymian, Senfkörnern und Piment gewürzt. Anschließend wird das Brät nicht zu fest in Därme gefüllt und geräuchert.
Während Lungen- oder Lungwurst typischerweise einen Anteil von etwa zehn bis 30 % Lunge enthält, sind heute gelegentlich auch Rezepturen ohne Lunge anzutreffen.